# Friedhof Rodaun

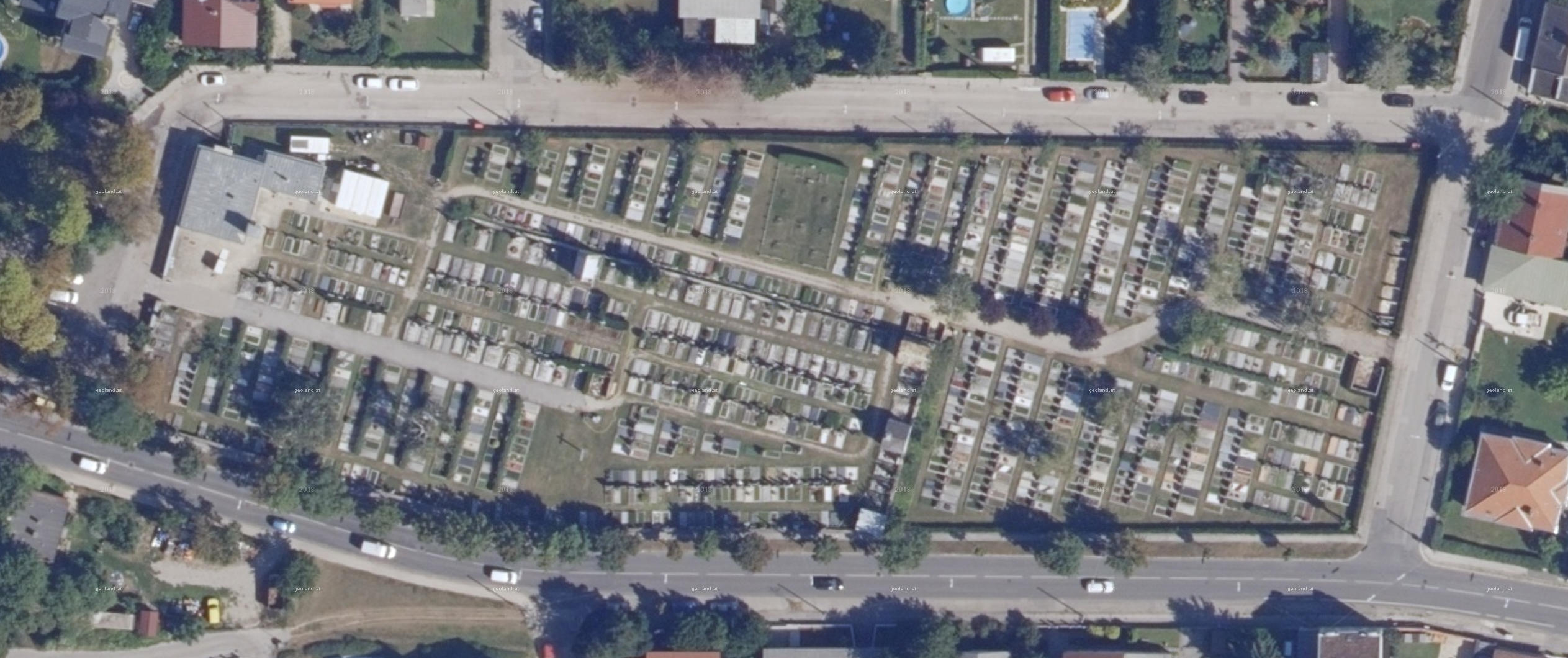
Orthofoto des Friedhof Rodaun

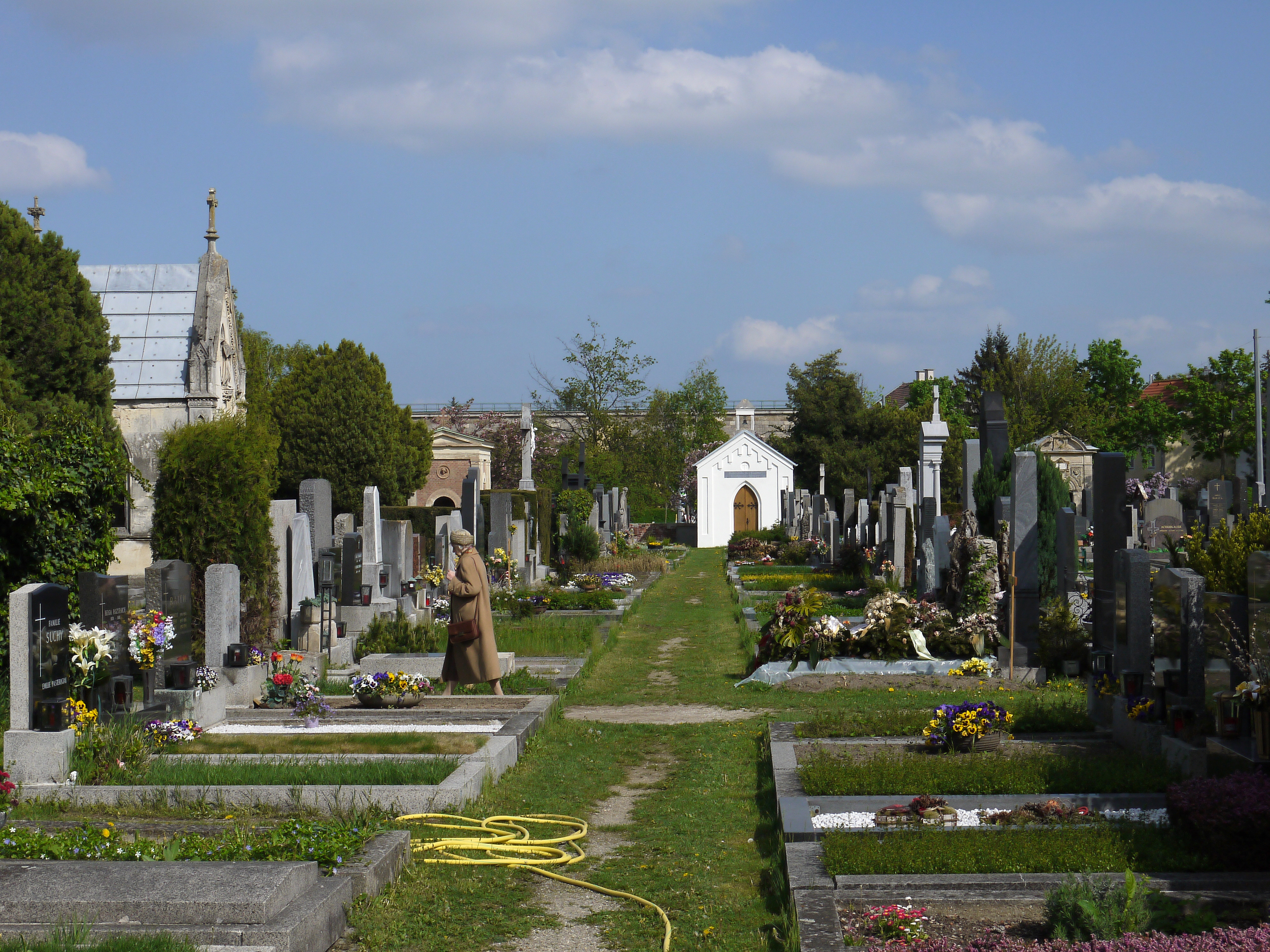
Friedhof Rodaun

Der Friedhof Rodaun ist ein Friedhof im 23. Wiener Gemeindebezirk Liesing.

## Lage und Größe
Der Friedhof liegt im Bezirksteil Rodaun nördlich der Grenze zur niederösterreichischen Gemeinde Perchtoldsdorf. Er erstreckt sich über eine Fläche von 12029 m2 und weist 1453 Grabstellen auf.

## Geschichte

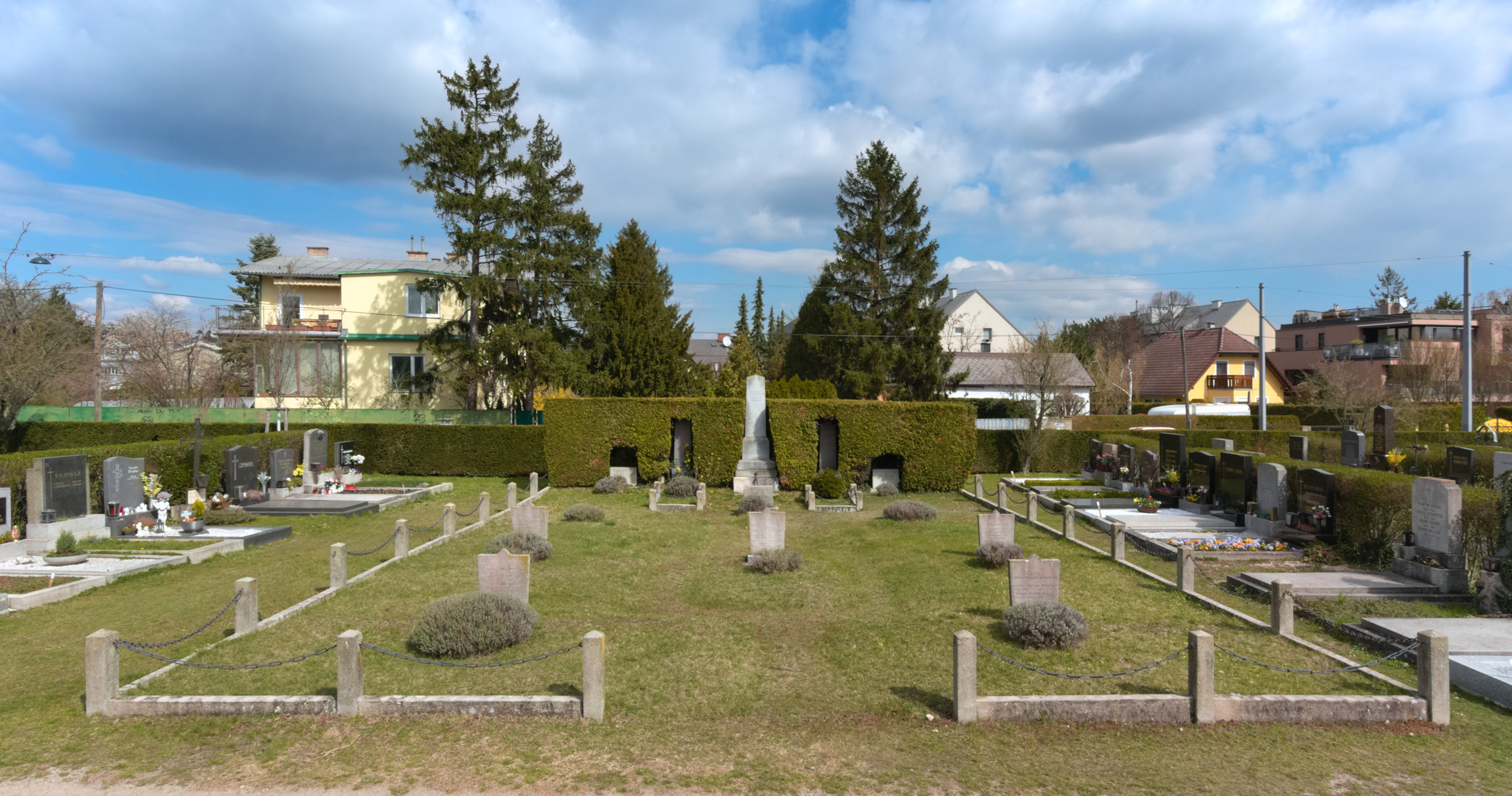
Sowjetischer Soldatenfriedhof

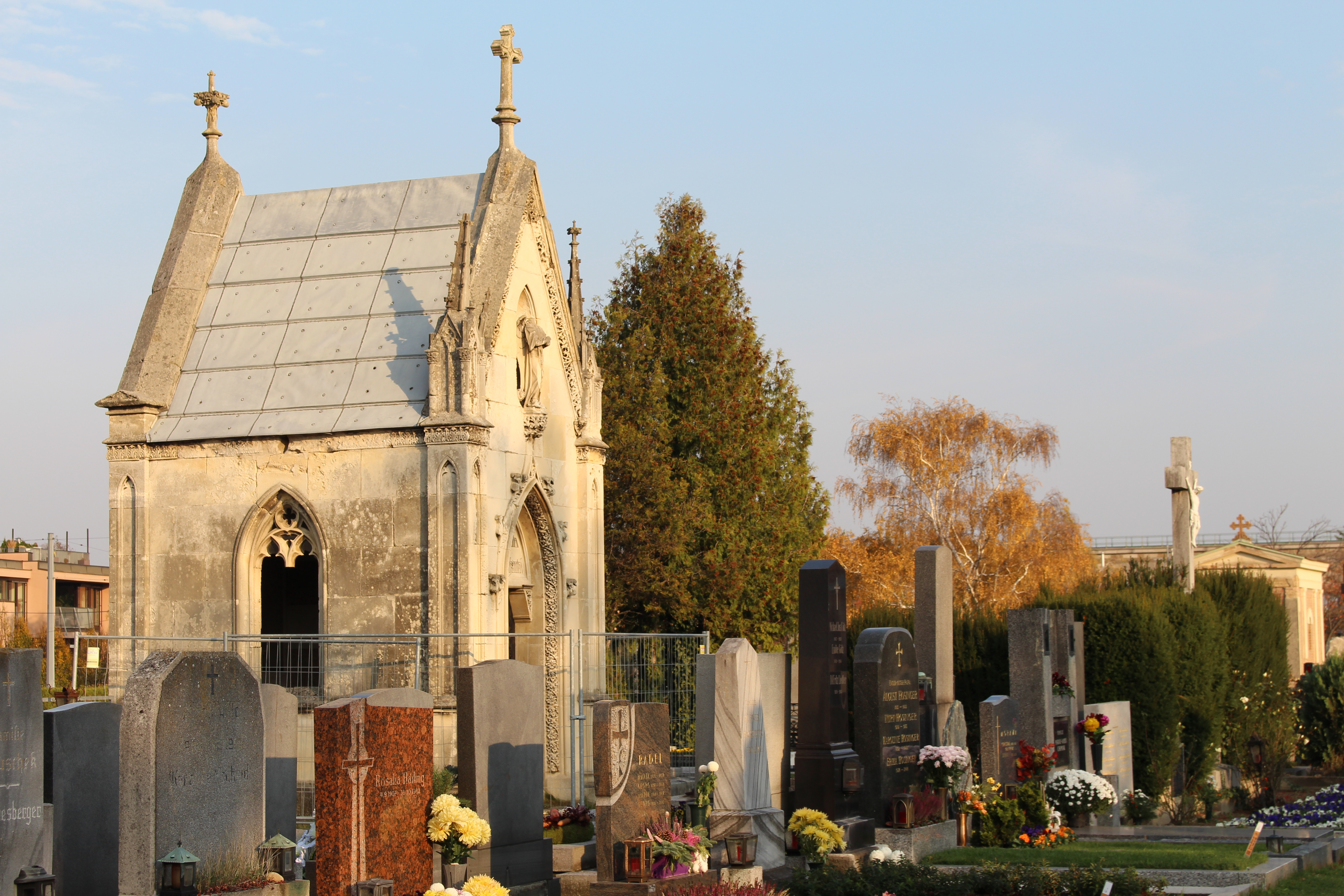
Familiengruft und Umgebung

Ursprünglich befand sich vermutlich ein Friedhof bei der Bergkirche Rodaun. Ein neuer Friedhof wurde 1783 angelegt, der 1799 an seinen heutigen Standort verlegt werden musste. Die erste von mehreren Erweiterungen erfolgte im Jahr 1878, die letzte 1963. Die heutige Aufbahrungshalle wurde in den Jahren 1962 bis 1964 errichtet.
Der auf dem Gelände des Friedhofs Rodaun angelegte sowjetischer Soldatenfriedhof wurde zwischen 1945 und 1947 in Gruppen- und Einzelgräbern mit Angehörigen der Roten Armee belegt.

## Grabstätten bedeutender Persönlichkeiten
| Name            | Lebensdaten | Tätigkeit                         |
| --------------- | ----------- | --------------------------------- |
| Rudolf Schmidt  | 1894–1980   | Bildhauer                         |
| Hermann Junker  | 1877–1962   | Ägyptologe                        |
| Fritz Knoll     | 1883–1981   | Botaniker                         |
| Eduard Macku    | 1901–1999   | Komponist, Dirigent und Intendant |
| Eduard Weikhart | 1905–1986   | Politiker                         |
| Franz Sautner   | 1872–1945   | Maler und Bildhauer               |